# اوبرتاوف کیرشن
اوبرتاوف کیرشن (به آلمانی: Obertaufkirchen) یک شهر در آلمان است که در بایرن واقع شده‌است.

## خصوصیات
اوبرتاوف کیرشن ۳۱٫۶۴ کیلومترمربع مساحت دارد ۴۵۷ متر بالاتر از سطح دریا واقع شده‌است.